# Audition (Glee)
«Audition» es el primer episodio de la segunda temporada de la serie de televisión estadounidense Glee, y el vigésimo tercero de su cómputo general. Fue escrito por Ian Brennan y dirigido por Brad Falchuk. Su estreno fue el 21 de septiembre de 2010. En «Audition», New Directions hace un casting a los estudiantes de la escuela para ser miembros del coro, incluyendo a la estudiante de intercambio extranjera Sunshine Corazón (Charice Pempengco) y al estudiante de intercambio Sam Evans (Chord Overstreet). Una nueva entrenadora del equipo de fútbol, Shannon Beiste (Dot Jones), llega al Instituto McKinley, y el bloguero Jacob Ben Israel (Josh Sussman) se encarga de mantener al tanto a los demás estudiantes sobre las novedades del coro. El episodio cuenta con siete actuaciones musicales, cinco de las cuales fueron lanzadas como sencillos disponibles para descargar. «Audition» fue visto por 12,45 millones de espectadores estadounidenses.

## Argumento
Tras la derrota de New Directions en el concurso estatal de coros, sus miembros intentan reclutar nuevos estudiantes para reforzar sus actuaciones. Al enterarse de que el concurso nacional se llevará a cabo en Nueva York, deciden interpretar el tema «Empire State of Mind» de Jay-Z y Alicia Keys en el patio del instituto con la esperanza de despertar el interés de sus compañeros. La estudiante de intercambio filipina Sunshine Corazón (Charice Pempengco) y el estudiante transferido Sam Evans (Chord Overstreet) se fijan en su actuación. La co capitana del coro, Rachel (Lea Michele), se encuentra más tarde con Sunshine en el baño de chicas y cantan un dúo improvisado de «Telephone» de Lady Gaga y Beyonce. Rachel se siente intimidada por la actuación de Sunshine y, en un intento de sabotear su audición para el coro, la envía a una casa de vendedores de crack en lugar de al auditorio, lo que la cuesta una reprimenda por parte de Will (Matthew Morrison). Finalmente Sunshine canta ante los miembros del coro en el auditorio y les impresiona con el tema «Listen» del musical Dreamgirls.
Finn (Cory Monteith) anima a Sam a la audición después de escucharlo cantar en las duchas del vestuario «Every Rose Has Its Thorn» de Poison. En la sala del coro, Sam, Finn, Mike (Harry Shum, Jr.), Artie (Kevin McHale), y Puck (Mark Salling) cantan «Billionaire» de Travie McCoy. Sin embargo, Sam se niega a unirse al coro debido a la baja condición social de sus miembros.
Shannon Beiste es designada como la nueva entrenadora del equipo de fútbol del Instituto McKinley, lo que resulta en una reducción del presupuesto para el coro y los animadores en favor del equipo de fútbol. Will y la entrenadora de los animadores Sue Sylvester (Jane Lynch) se unen con la esperanza de que Beiste se marche de la escuela y recuperar así sus presupuestos. En medio de las intrigas, Sue también degrada a Santana (Naya Rivera) de su posición como animadora de cabeza tras enterarse de que ella se ha puesto implantes mamarios y en su lugar pone a Quinn (Dianna Agron), desatando una fuerte pelea entre ambas. Artie, a pesar de su discapacidad, le pide a Finn que lo ayude a formar parte del equipo de fútbol con la esperanza de recuperar a su novia Tina, que ha roto con él por Mike. Beiste cree que Finn está en su contra porque la obliga a rechazar a un estudiante en silla de ruedas, expulsándolo del equipo y nombrando a Sam como el nuevo mariscal de campo. Will es incapaz de convencer a Beiste de la inocencia de Finn, pero se da cuenta de que su comportamiento hostil perjudica a su nueva compañera. Más tarde la defiende de Sue, quien la acusaba de acoso sexual hacia Brittany (Heather Morris), y vuelve a ganarse la enemistad de Sue.
Sue contacta a Dustin Goolsby (Cheyenne Jackson), el nuevo director de Vocal Adrenaline. Dustin consigue la residencia permanente en Estados Unidos para Sunshine y su madre con la condición de que ella se una a su coro. Sunshine confiesa que se sintió expulsada de New Directions por la conducta hostil de Rachel y acepta la plaza en Vocal Adrenaline. Después de admitir que cometió un grave error, Rachel canta «What I Did for Love» de A Chorus Line en el auditorio, antes de dirigirse a la sala del coro para pedir disculpas a sus compañeros.

## Producción
El 11 de enero de 2010, el presidente de Fox Kevin Reilly, anunció que Glee había sido renovada para una segunda temporada, llamando a un casting para crear tres nuevos papeles. Las audiciones estaban destinadas a ser objeto de varios especiales de televisión, que saldrían al aire para el estreno de la segunda temporada, con los nuevos miembros del reparto se revela que aparecerían en el primer episodio. El cocreador de la serie Ryan Murphy declaró que Glee estaba destinada a convertirse en «la primera comedia musical interactiva en la televisión». En última instancia, el reality show no se realizó, debido al deseo de Murphy para concentrarse en la serie principal y el temor de que la distracción del reality show pudiera dañar a Glee.
Heather Morris y Naya Rivera, quienes formaban parte del reparto de actores recurrentes durante la primera temporada, fueron ascendidas a regulares a partir de «Audition» en sus respectivos papeles: las animadoras y miembros del coro Brittany S. Pierce y Santana López. El episodio introdujo a cuatro nuevos miembros al reparto. Chord Overstreet es Sam Evans, un personaje recurrente que es inicialmente un discípulo del Mariscal Finn, pero luego se convierte en su rival. Charice Pempengco aparece como Sunshine Corazón, una estudiante de intercambio extranjero y rival de Rachel.  Pempengco era un fan de la serie durante la primera temporada. La exdeportista y actriz Dot-Marie Jones, quien ya había trabajado junto a Murphy en Nip/Tuck, fue elegida para interpretar a la nueva entrenadora del equipo de fútbol americano del Instituto McKinley, Shannon Beiste, en sustitución de Ken Tanaka, el anterior entrenador a quien dio vida Patrick Gallagher durante la primera temporada de la serie. Cheyenne Jackson interpreta a Dustin Goolsby, quien sustituye a Shelby Corcoran (Idina Menzel) como nuevo director del coro rival Vocal Adrenaline. Durante las audiciones de Glee, Jackson fue considerado para el papel de Will Schuester. y en 2009 fue elegido para interpretar al coreógrafo de Vocal Adrenaline, Dakota Stanley, en el episodio de la primera temporada «Acafellas», pero una enfermedad le privó de realizar el papel. Murphy describió a Dustin Goolsby como «un absoluto villano» que «se entrelazará en la vida de Will».

## Música

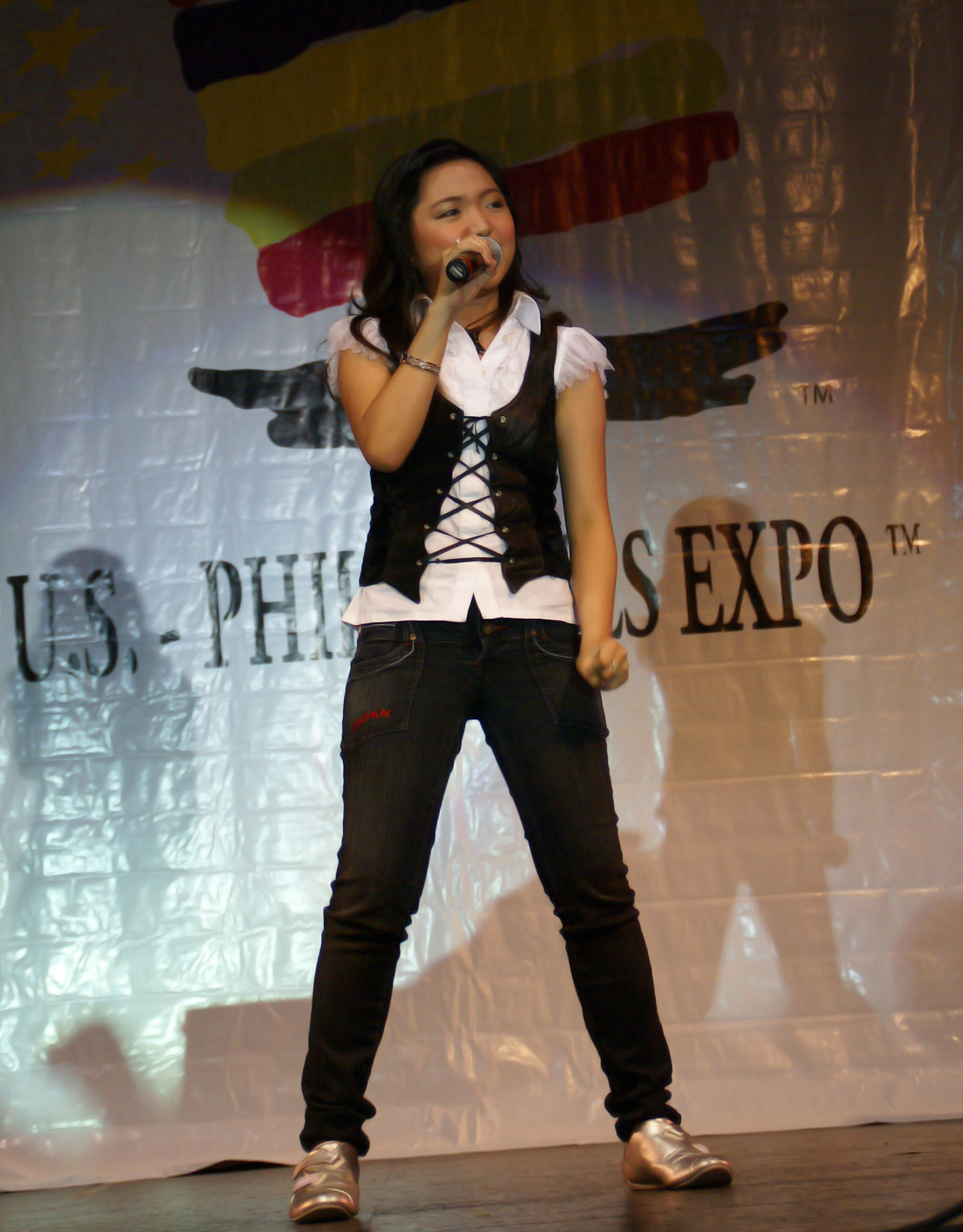
«Audition» fue el primer episodio de Glee en el que Charice Pempengco apareció como la estudiante de intercambio Sunshine Corazón. En él interpretó dos canciones: «Telephone», junto a Lea Michele, y «Listen», ambas lanzadas como sencillo.

Siete canciones son versionadas en el episodio: «Empire State of Mind» de Jay-Z y Alicia Keys, «Telephone» de Lady Gaga y Beyoncé, «Billionaire» de Travie McCoy y Bruno Mars, «Every Rose Has Its Thorn» de Poison, «What I Did for Love» del musical A Chorus Line, «Getting to Know You» de la película El rey y yo, y «Listen» de la adaptación cinematográfica del musical Dreamgirls. Además, la versión original del tema «The Power» de Snap! es bailada por Finn Hudson (Cory Monteith) en su audición para el equipo de animadores. Todas las canciones versionadas en el episodio, excepto «Every Rose Has Its Thorn» y «Getting to Know You», fueron lanzadas como sencillos, disponibles en descarga digital, y «Empire State of Mind» y «Billionaire» fueron incluidas en el álbum Glee: The Music, Volume 4.
Robert Bianco de USA Today destacó la música como lo mejor del episodio y especialmente la versión del tema «What I Did for Love», cuya interpretación por Lea Michele, aseguró, «pone en vergüenza a cada interpretación musical realizada por aficionados en los espectáculos de talentos televisivos de este año». Raymund Flandez de The Wall Street Journal coincidió con Bianco al elegirla como mejor canción del episodio y comentó que fue realizada con un «aplomo elegante» y «corazón». En contraste, Mary McNamara de Los Angeles Times la calificó como una canción «non sequitur» que «parecía metida con calzador por el representante de Michele». Erica Futterman de Rolling Stone consideró que «Aunque emociona, después de una temporada repleta de números solistas de Rachel Berry (incluyendo el destacado "Don't Rain on My Parade"), esta canción no es tan memorable en última instancia» y Todd VanDerWerff de The A. V. Club declaró que estaba «bien interpretada», aunque «tan mal elegida que un momento muy emotivo se convierte involuntariamente en hilarante».
Kyle Anderson de MTV comentó que las canciones elegidas para el episodio fueron «fuertes y bien presentadas», especialmente «Telephone» y «What I Did for Love», y destacó los dos números de hip hop: «Empire State of Mind», cuya coreografía compensó cualquier torpeza durante su interpretación, y «Billionaire», que se salvó gracias a la «inusual fanfarronería» de Kevin McHale. Lisa de Moraes de The Washington Post alzó a «Billionaire» como la mejor interpretación del episodio y consideró que la versión de «Empire State of Mind» fue tratada de forma demasiado dura debido a los intentos de rapear del personaje de Artie (Kevin McHale). Sobre esta última canción, Aly Semigran de MTV, escribió que, aunque no tenía toda la seriedad de la versión original, nos había hecho mover los pies al ritmo de su música como a algunos alumnos del Instituto McKinley. Además, informó que Alicia Keys calificó la versión de Glee en su página web como «sorprendente». Por su parte, Todd VanDerWerff calificó «Empire State of Mind» como la mejor producción musical del episodio.

## Recepción

### Audiencia
En su emisión original, «Audition» fue visto por 12,45 millones de espectadores en Estados Unidos, superando en un 50% al estreno de la primera temporada «Showmance», en septiembre de 2009. En Canadá, «Audition» fue visto por 2,24 millones de espectadores. Fue el programa más visto de la noche, y derrotaron a Dancing with the Stars, su competidor más cercano en el horario de las 8 p. m., obteniendo un 170% sobre la competencia. En Australia, el episodio atrajo 1,23 millones de espectadores y fue el programa más visto de la noche. En Reino Unido, fue visto por 2,9 millones de espectadores, convirtiéndose en el espectáculo más visto de la semana, y el de mayor sintonía de televisión por cable de la semana.

### Crítica
El episodio recibió principalmente críticas positivas. VanDerWerff de The A. V. Club calificó al episodio con una “A -”, diciendo que era imperfecto, pero que superó las expectativas respecto a los episodios anteriores, concluyendo que lo que se prometió respecto al estreno fue muy bueno. David Hinckley del Daily News lo calificó con un 4 de 5, bueno pero no perfecto. Futterman consideró que el episodio es un nuevo comienzo, después de que la primera temporada provocara un frenesí musical, opinando que ahora las canciones fueron más profesionales.
Matt Roush de TV Guide escribió que «Audition» estaba lejos de ser su episodio favorito y que no le gustaron los trucos sucios y la crueldad empleada por los personajes. Sin embargo comentó que los mejores momentos nos recuerdan porqué este es un genuino fenómeno pop de la cultura. James Poniewozik de la revista Time lo calificó como un episodio «sólido» y opinó que no era «ni horrible ni sorprendente», sino que se establecieron historias prometedoras para la temporada que se avecina. Sentía que no se habían destacado actuaciones musicales, pero comentó que «muestra una alegría que no funciona el doble de tiempo para darnos todo lo que queremos a la vez, y eso es mucho más de lo que queremos».
Algunos criticaron mucho el hecho de que se tratara un tema racista; Mike Chang y Tina Cohen-Chang (Jenna Ushkowitz) empezaron una relación, siendo ambos asiáticos y con una similitud en parte de sus apellidos. A pesar de la crítica inicial, luego se los describió como una pareja interesante y con futuro.